# سوئیفت (ماهواره رصدگر)
رصدخانهٔ فضایی نیل گرلز سوئیفت، (به انگلیسی: Neil Gehrels Swift Observatory)، پیش از این به نام «مأموریت انفجار پرتوی گاما سوئیفت» خوانده می‌شد، یک رصدخانه فضایی ناسا است که برای شناسایی انفجار پرتوی گاما (GRB) طراحی شده‌است. این موشک در تاریخ ۲۰ نوامبر ۲۰۰۴، روی یک موشک دلتا ۲ به فضا پرتاب شد. این مأموریت به ریاست محقق اصلی نیل گرلز، در مرکز پروازهای فضایی گادرد ناسا، در یک همکاری مشترک بین گودارد و یک کنسرسیوم بین‌المللی ایالات متحده، بریتانیا و ایتالیا ساخته شد. این مأموریت توسط دانشگاه ایالتی پنسیلوانیا به عنوان بخشی از برنامهٔ کاوشگرهای متوسط ناسا (MIDEX) اداره می‌شود.